# Potapljaška maska
Potapljaška maska je del potapljaške opreme, ki omogoča potapljačem videti pod vodo. Ko je človeško oko v direktnem stiku z vodo v primerjavi z zrakom, se svetloba, ki pada na oko lomi z drugačnim kotom in oko ne more izostriti pogleda. S tem, ko z masko zagotovimo zračni prostor med očmi in vodo, svetloba vstopi pod normalnim kotom in oko se lahko pravilno izostri.
Ko se potapljač spušča v globino se dviga tlaka okolice in mora izenačiti tlak v maski s tlakom okolice da bi se izognili barotravmi oči, to stori z vpihavanjem zraka skozi nos v masko za lajšanje tlačne razlike. To pomeni, da je nos vključen v prostoru potapljaške maske. Izravnava med vzponom je avtomatska, ker presežni zrak lahko uhaja mimo tesnila od znotraj.
Korektivne leče se lahko vgradijo v masko, ali se lahko nosi kontaktne leče v maski.
Na voljo je široka paleta mask različnih oblik in različnih volumnov. in vsaka oblika bo na splošno pristajala nekaterim oblikam obraza bolje od drugih. Dobro prilagajanje maske z obrazom je pomembno za pravilno funkcijo maske.

## Konstrukcija
Obstajata dve osnovni kategoriji potapljaške maske: Polovična maska, ki pokriva oči in nos in obrazno maska, ki pokriva oči, nos in usta, ter vključuje tudi drugo stopnjo potapljaškega regulatorja. Polovična maska je opisano tukaj.
Potapljaška maska ima lahko eno samo, trpežno, kaljeno stekleno ploščo ali dve plošči pred očmi in obrobo iz sintetičnega kavčuka ali silikonskega elastomera, ki poskrbi za vodotesnost s prileganjem na obraz potapljača. Nekatere maske z dvema ploščama omogočajo uporabniku, da se v njih vstavi dioptrijske leče na recept neposredno v okvirih, v nasprotnem primeru je možno, da imajo dioptrijske leče prilepljena na notranjo stran stekla, bodisi čez celo ploščo ali delno, ki deluje kot bifokalna očala. Pri prostem potapljanju mora imeti maska čim manjši volumen, da se zmanjša količina zraka, potrebnega za izravnavo spremembe tlaka, ki se pojavi z globino, so lahko leče iz polikarbonatne plastike. Vse maske ohranjajo v položaju okoli glave z elastičnim trakom iz gume ali traku iz tkanine z velcrom.
Obroba iz elastomera zagotavlja tesnjenje med objektivi in potapljačevim obrazom. Material je lahko prozoren, prosojno ali neprosojno. Prozorna obroba zagotavlja večji periferni vid, čeprav nekoliko izkrivljen, in lahko zmanjša občutek klavstrofobije nekaterih potapljačev, vendar lahko v nekaterih primerih svetloba, ki vstopa skozi strani povzroči moteče notranje odboje. Obroba obdaja tudi nos, kjer običajno z izdihavanjem zraka skozi nos izenačujemontlak v maski med spustom. Tog okvir se lahko uporablja da se poveže leče na obrobo, ali pa se lahko povezani skupaj brez uporabe okvirja.
Maske, ki se uporabljajo v globinah morajo biti izdelane tako, da lahko potapljač izdihne skozi nos v masko, da se prepreči "pritiskanje" s povečavo tlaka, ki ga spust v globino povzroči. Obroba nosu maske mora biti tudi mehka, da lahko potapljač blokira nosnici in izenači pritisk v srednjem ušesu z maneverom po Valsalvi ali Frenzel manevrom.
Nekatere maske imajo enosmerni ventil pod nosom za odvajanje vodo iz maske. Medtem ko jih pogosto uporabljajo potapljanju na dah, je ta funkcija manj naklonjena potapljačem na bombo zaradi možnosti okvare ventila na globini in spuščanja vode v masko.
Trakovi za okoli glave so običajno izdelani iz elastomera, ki lahko včasih povzroči zapletanje las. To je mogoče preprečiti z zamenjavo gumijastega traku z neoprenskim trakom ali s pokritjem obstoječega traku z neoprenskim pokrivalom.
Včasih se maske prodajajo v kompletih z dihalkami. Te so po navadi nizke kakovosti in imajo lahko nekakovostno plastično ali stekleno prednjo ploščo in se ne priporočajo, razen za redko priložnostno uporabo priprostem potapljanju. Maske, ki imajo dihalko vgrajeno se tudi štejejo za neprimerne.

## Prileganje
Potapljači lahko preizkusijo ali se maska dobro prilega z obliko njihovega obraza, s tem da brez uporabe trakov namestijo masko na obraz in nežno vdihnejo skozi nos. Če maska ostane na obrazu brez pomoči to pomeni, da se maska dobro prilega in zrak ne uhaja ven. Pravilna tesnitev zahteva, da prameni las ne segajo pod rob tesnila, ker potem po njih voda pronica v masko. To problem nastane z lasmi preko čela in strani, kot tudi pri moških, ki imajo brke, kjer vodo pronica s spodnje strani maske.

## Funkcija
Lom svetlobe, ki vstopa v masko naredi predmete, približno 34% večje in 25% bliže pod vodo. Kot se potapljač spusti v jasno vodo, se voda obnaša kot barvni filter, ki zmanjšuje rdeči konec vidnega spektra sončne svetlobe in povečuje modri konec spektra. Glede na globino in jasnost vode se na koncu vsa sončna svetloba porazgubi in potapljač se mora zanesti na umetne vire svetlobe.
Različne leče na recept lahko nameščamo znotraj steklenih plošč maske za odpravo nekaterih vidnih težav pod vodo. Potapljači lahko uporabijo tudi kontaktne leče znotraj maske vendar bodo morali imeti zaprte oči, če bodo sneli masko pod vodo, da bi se izognili izgubi kontaktnih leč. Nova vrsta double dome mask obnoviti naravno velikost za podvodni vid in vidno polje, hkrati pa popravi za določeno paleto kratkovidni vid.

## Uporaba
Da bi preprečiti zamegljevanje maske zaradi kondenzacije na steklenih ploščah mnogi potapljači plunejo slino v suho masko pred uporabo in razmažejo slino po plošči in izperejo z malo vode. Ostanek sline omogoča kondenzacijo na mokro steklo in tvori neprekinjen film, namesto kapljic. Obstajajo tudi komercialni izdelki, ki se lahko uporabljajo kot alternativa slini, od katerih so nekatere bolj učinkovito in njihov učinek traja dlje.
Odstranitev maske in njena namestitev pod vodo je osnovna spretnost, ki se je potapljač nauči, tako da lahko potapljač brez panike odpravi zalitje maske z vodo ali če se mu med potopom maska sname. Trak okoli glave si lahko potapljač prilagodi. Če je preveč ohlapen, ne zagotavlja učinkovitega tesnjenje in masko lahko enostavno zgubimo. Če je pretesen, lahko povzroči nelagodje ali bolečino. Pravilno pozicioniranje traku okoli tilnika bo zmanjšala nevarnost poškodovanju in olajša praznjenje maske.
Če nosite masko potisnjeno na čelo, ko ste na površju vode, ali na trdnih tleh povečuje tveganje, da maska pade ali jo zbijete z glave in potencialno zgubite.
Ko gre potopljač v vodo z nameščeno masko mora dati roko preko maske, da se prepreči pretok vode in premikanje ali celo izbitje maske z glave. Druga možnost je, da potapljač vstopi v vodo brez maske na obrazu in jo namesti, ko je že v vodi. Obstajajo tudi druge tehnike vstopa v vodo ko se na primer potapljač kotali naprej z glavo v vodo, kjer se ne povzroči hitrega pretoka vode preko maske.
Standardna vzdrževanje je z izpiranjem znotraj in zunaj s čisto, svežo vodo kone po vsaki uporabi in posušitev izven neposredne sončne svetlobe preden se shrani. Ultravijolična svetloba razgradi sintetične materiale obrobe in okvirja. Dobro vzdrževana maska bo služila več let. Trak je najbolj obremenjena komponenta in prva na vrsti, da se uniči. Pregled traku za razpoke pred uporabo lahko zmanjša tveganje za strganje med potopom in s tem povezane nevšečnosti.